# Agathia diversilinea
Agathia diversilinea är en fjärilsart som beskrevs av W. Warren 1896. Agathia diversilinea ingår i släktet Agathia och familjen mätare. Inga underarter finns listade i Catalogue of Life.